# Troglohyphantes fallax
Troglohyphantes fallax Deeleman-Reinhold, 1978 è un ragno appartenente alla famiglia Linyphiidae.

## Etimologia
Il nome proprio della specie deriva dal latino fallax, -acis, che significa ingannevole, fallace, dovuto alla sorpresa di rinvenire una nuova specie nello stesso comprensorio montano in cui erano state rinvenute precedentemente la T.salax (Kulczyński, 1914), poco più a nordovest; la T. lesserti Kratochvíl, 1935, sia nelle grotte a nord che a sudest; e la T. affinis (Kulczyński, 1914), nelle grotte più a sud.

## Descrizione
Il maschio ha una lunghezza totale di 2,78 mm; il cefalotorace è lungo 1,30 mm e largo 1,20 mm. Le femmine hanno una lunghezza media di 3,12 mm; il cefalotorace è lungo 1,20 mm e largo 1,06

## Distribuzione
La specie è stata rinvenuta in Bosnia ed Erzegovina: nei pressi della località di Dražin Do, appartenente al comune di Trebinje

## Tassonomia
Al 2013 non sono note sottospecie e non sono stati esaminati nuovi esemplari dal 1978.